# متمم أحادي

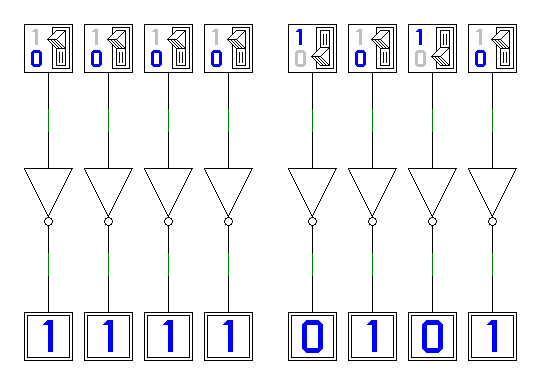
الدائرة التكميلية 1

المتمم الأحادي أو «متمم أحادي» هو العدد الذي إذا جمعناه مع العدد الأول نحصل على واحد.
وتفسيرا لهذا التعريف نطرح المثال التالي:
- ماهو العدد الذي إذا أضفناه إلى العدد الثنائي

(1010) ينتج (1111) ؟
```
 1010   A 1010   
 + B +   0101
 
1111
   
1111
```

- وبالتالي نسمي العددB بالمتمم الأحادي للعدد A

وبالتالي:
```
 (A=(B
 (B=(A
```

''وبصورة أعم:''
```
bn-1………b2 b1 b0
 
(bn-1………b2 b1 b0)+(المتمم الأحادي)

1 1 1………
 1
```

===وبتعريف آخر للمتمم الأحادي===هو العدد السابق
بتبديل كل 0 ب1 وكل 1 ب0 .
• مثال:1
```
6	   0110
9+   1001+

15
     
1111
```

• مثال2:
```
 العدد الثنائي  10110011  
  متممه الأحادي  
01001100
```

## نظام المتمم الأحادي:"1S Complement System
الأعداد الموجبة في نظام المتمم الأحادي تمثل بنفس
الطريقة التي تمت في تمثيل الأعداد الموجبة بنظام
الإشارة المقدرة.
أما الأعداد السالبة فيتم الحصول عليها عن طريق
إيجاد المتمم الأحادي للعدد الموجب.
• وكمثال على ذلك:
العدد العشري (-23) حيث يمكن تمثيله عن طريق
إيجاد المتمم الأحادي للعدد كما يلي:
```
 العدد (+23)   00010111
 العدد (-23)   
11101000
```

```
حيث إن الإشارة في كلا العددين تمثلها الخانة الأخيرة
```

"MSB"ذات القيمة العليا الموجودة في أقصى يسار
العددين (الخانة الأكثر أهمية)

### أمثلة توضيحية على تشفير الأعداد باستخدام المتمم الأحادي
- تشفير العدد (+6) باستخدام المتمم الأحادي:

(+6)10 =(0110)
- تشفير العدد (4 -) باستخدام المتمم الأحادي:

(4 -)10 =(1011)
• مثال:
```
       +5      0101
         -5 +     1010 +
          
0
      
1111= -0
 
                  (حمل)   
```

- نلاحظ في المثال السابق أن ناتج جمع (–5 مع +5)

في النظام الثنائي باستخدام المتمم الأحادي لا يساوي
الصفر.
وكذلك ناتج جمع (-2 مع -3)لايساوي (-5).
```
               -3     1100
               -2     1101+
                      
1001 لاتساوي-5
```

- وهذه هي المشكلة الأولى التي نوجهها باستخدام

تمثيل الأعداد بالمتمم الأحادي.

## جدول يبين قيم الأعداد الثنائية بالمتمم الأحادي
| المتمم الثنائي | المتمم الأحادي | الأعداد المؤشرة (s&v) | الشيفرة |
| -------------- | -------------- | --------------------- | ------- |
| 0              | 0              | 0                     | 0000    |
| 1              | 1              | 1                     | 0001    |
| 2              | 2              | 2                     | 0010    |
| 3              | 3              | 3                     | 0011    |
| 4              | 4              | 4                     | 0100    |
| 5              | 5              | 5                     | 0101    |
| 6              | 6              | 6                     | 0110    |
| 7              | 7              | 7                     | 0111    |
| 8-             | 7-             | 0                     | 1000    |
| 7-             | 6-             | 1-                    | 1001    |
| 6-             | 5-             | 2-                    | 1010    |
| 5-             | 4-             | 3-                    | 1011    |
| 4-             | 3-             | 4-                    | 1100    |
| 3-             | 2-             | 5-                    | 1101    |
| 2-             | 1-             | 6-                    | 1110    |
| 1-             | 0              | 7-                    | 1111    |

- أما المشكلة الثانية في المتمم الأحادي هي وجود قيمتين

للصفر كما هو موضح بالجدول السابق.
• مثال:
```
            +3              0011
            +4              1011+
           
-1 (عدد)
              
1110=-1
```